# Reykholt (Bláskógabyggð)
Reykholt  – miejscowość w południowo-zachodniej Islandii, położona w dolinie rzeki Tungufljót, niedaleko jej ujścia do rzeki  Hvítá. Wchodzi w skład gminy Bláskógabyggð, w regionie Suðurland. Przebiega przez nią droga nr 35. Na początku 2018 roku zamieszkiwało ją 270 osób – stanowiła największą jednostkę osadniczą w gminie.
Osada zaczęła się rozwijać w 1. połowie XX wieku po odkryciu aktywności geotermalnej, dzięki której rozwinęło się tutaj ogrodnictwo, również w szklarniach ogrzewanych ciepłem geotermalnym.
Reykholt jest najbliższą większą miejscowością, z której można dotrzeć do doliny Haukadalur, gdzie można zobaczyć gejzery Geysir i Strokkur, wodospad Gullfoss.